# Saint-Pierre-de-Méaroz
Saint-Pierre-de-Méaroz is een gemeente in het Franse departement Isère (regio Auvergne-Rhône-Alpes) en telt 128 inwoners (2004). De plaats maakt deel uit van het arrondissement Grenoble.

## Geografie
De oppervlakte van Saint-Pierre-de-Méaroz bedraagt 4,6 km², de bevolkingsdichtheid is 27,8 inwoners per km².
De onderstaande kaart toont de ligging van Saint-Pierre-de-Méaroz met de belangrijkste infrastructuur en aangrenzende gemeenten.

## Demografie
Onderstaande figuur toont het verloop van het inwonertal (bron: INSEE-tellingen).